# Departamento de Pocho
Departamento de Pocho är en kommun i Argentina.   Den ligger i provinsen Córdoba, i den centrala delen av landet, 800 km nordväst om huvudstaden Buenos Aires.
Omgivningarna runt Departamento de Pocho är i huvudsak ett öppet busklandskap. Trakten runt Departamento de Pocho är nära nog obefolkad, med mindre än två invånare per kvadratkilometer.